# Hyphoradulum conspicuum
Hyphoradulum là một chi của nấm thuộc Cyphellaceae. Chi này chỉ có một đại diện, gồm một loài Hyphoradulum conspicuum, được tìm thấy ở Europe.